# Монпарнас
Монпарнас (на френски: Montparnasse) е квартал в Париж, намиращ се на левия бряг на Сена. Влиза в състава на града на 1 януари 1860 г. Името му дават студенти от XVII век.
Квартал Монпарнас става популярен в началото на XX век по време на така наречените „Луди години“ (Années folles), когато в легендарните кафета започват да се събират творци на изкуството – писатели, художници, поети, музиканти и интелектуалци от цял свят. По време на Втората световна война много от тях са принудени да напуснат града, защото са евреи или бежанци. Някои са убити от нацистите. Много от техните произведения са унищожени или разпилени по света.
Тук се намират музеят Монпарнас, парижката обсерватория, парижките катакомби и други забележителности.